# Loasa bergii
Loasa bergii är en brännreveväxtart som beskrevs av Georg Hans Emmo Emo Wolfgang Hieronymus. Loasa bergii ingår i släktet Loasa och familjen brännreveväxter. Inga underarter finns listade i Catalogue of Life.